# Aletta Bonn
Aletta Bonn ist eine deutsche Biologin und Professorin für „Ecosystem Services“ an der Friedrich-Schiller-Universität Jena. Finanziert wird die Professur vom Helmholtz-Zentrum für Umweltforschung – UFZ in Leipzig. Diese Professur ist Teil des Beitrags des UFZ zum Deutschen Zentrum für integrative Biodiversitätsforschung (iDiv) in Leipzig.

## Leben
Aletta Bonn studierte Biologie an der Freien Universität Berlin, der University of Bangor (Wales) und an der Technischen Universität Braunschweig. 2000 promovierte sie an der TU Braunschweig. Von 2001 bis 2012 arbeitete Bonn an der University of Sheffield sowie dem Peak District National Park und der International Union for Nature Conservation (IUCN) in Großbritannien im Bereich partizipativer Naturschutzforschung. Dort war sie unter anderem an mehreren regionalen und nationalen Ecosystem Assessments als Projektleiterin und Autorin beteiligt. Seit 2012 war sie an der FU Berlin und am UFZ tätig. Am UFZ gehörte sie zum wissenschaftlichen Koordinationsteam des Projektes TEEB DE – Naturkapital Deutschland, das vom Bundesumweltministerium finanziert wird.

## iDiv
Bonn übernahm die vierte von insgesamt acht Professuren am iDiv.
Aletta Bonns Schwerpunkt liegt auf der Untersuchung von Ökosystemdienstleistungen. Ihre Forschungsziele bestehen darin, diese zu identifizieren und zu quantifizieren und somit herauszufinden, auf welche Art und Weise die biologische Vielfalt, Ökosystemfunktionen und Ökosystemleistungen miteinander verknüpft sind. Eine weitere Forschungsfrage ist, ob und welche Synergien und Konflikte es zwischen ihnen gibt und wie Biodiversität und Ökosystemleistungen geschützt werden können. Sie leitet das Citizen-Science-Kapazitätsentwicklungsprogramm BürGEr schaffen WISsen (GEWISS), das sie in enger Zusammenarbeit mit dem Museum für Naturkunde Berlin und dem GEWISS-Konsortium aufbaut.

## Publikationen

### Bücher
- A. Bonn, K. Hubacek, J. Stewart, T. Allott: Drivers of environmental change in uplands. Routledge, New York/Oxford 2009.

### Fachartikel (Auswahl)
- Guy Pe'er, Aletta Bonn, Helge Bruelheide, Petra Dieker, Nico Eisenhauer, Peter H. Feindt, Gregor Hagedorn, Bernd Hansjürgens, Irina Herzon, Ângela Lomba, Elisabeth Marquard, Francisco Moreira, Heike Nitsch, Rainer Oppermann, Andrea Perino, Norbert Röder, Christian Schleyer, Stefan Schindler, Christine Wolf, Yves Zinngrebe, Sebastian Lakner: Action needed for the EU Common Agricultural Policy to address sustainability challenges. In: People and nature. Nr. 2, 2020, DNB 1214439926, S. 305–316.
- S. Dixon, A. Bonn u. a.: Restoration effects on water table depths and CO2 fluxes from climatically marginal blanket bog. In: Biogeochemistry. Band 118, 2014, S. 159–176.
- M. S. Reed, K. Hubacek, A. Bonn u. a.: Anticipating and managing future trade-offs and complementarities between ecosystem services. In: Ecology and Society. Band 18, Nr. 1, 2013, (ecologyandsociety.org)
- D. S. Chapman, A. Bonn, W. E. Kunin, S. J. Cornell: Random Forest characterization of upland vegetation and management burning from aerial imagery. In: Journal of Biogeography. Band 37, 2010, S. 37–46.
- A. Bonn, B. Schröder: Habitat models and their transfer for single species and multi species groups: a case study of carabids in an alluvial forest. In: Ecography. Band 24, 2001, S. 483–496.
- A. Bonn, M. Gasse, J. Rolff, A. Martens: Increased fluctuating asymmetry (FA) in the damselfly Coenagrion puella correlated with ectoparasitic water mites: implications for FA theory. In: Oecologia. Band 108, 1996, S. 596–598.